# پلاژ سنت پیتر

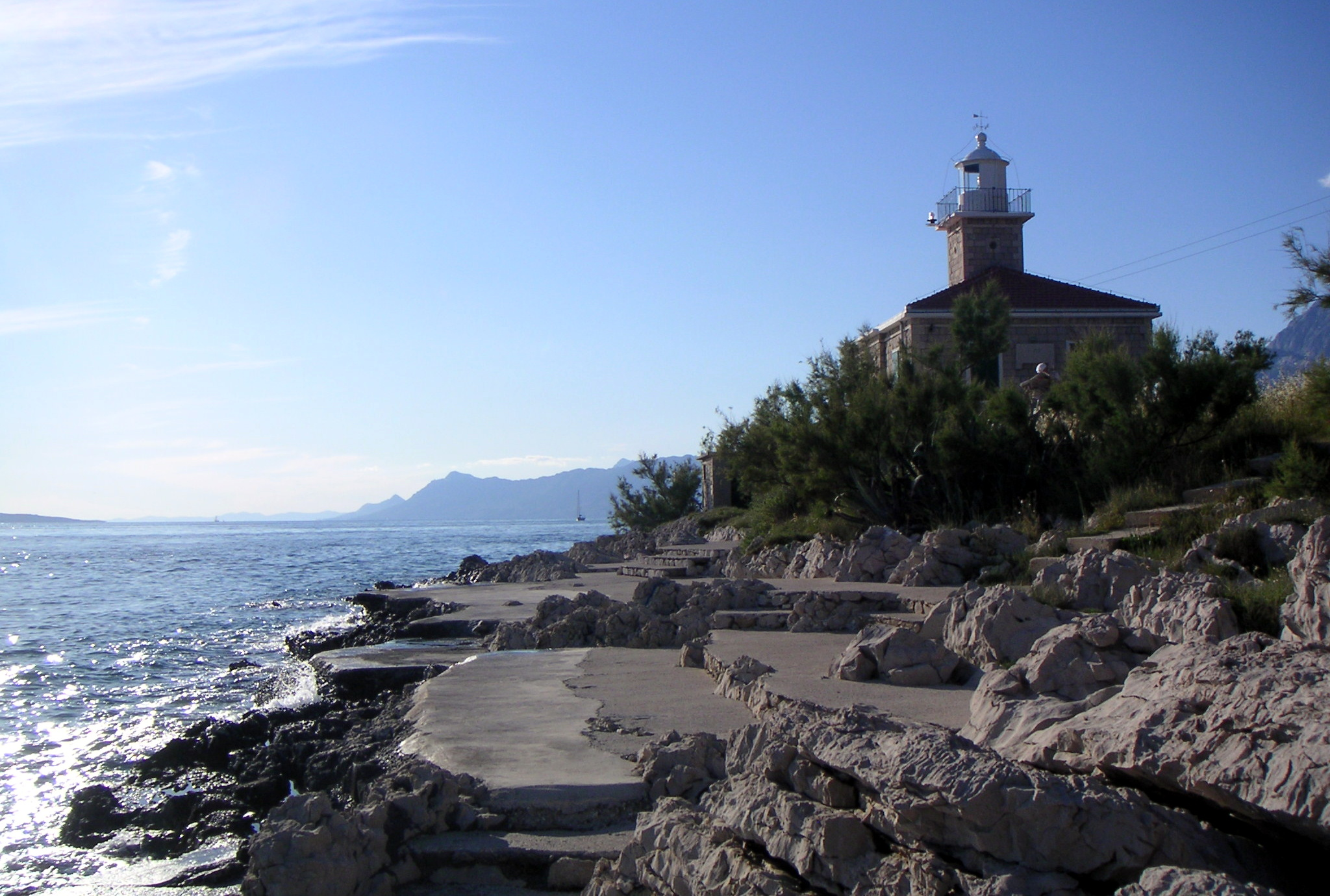
فانوس دریایی سنت پیتر در ماکارسکا

پلاژ سنت پیتر (زبان انگلیسی: Sveti Petar (Makarska, Croatia)) منطقه ساحلی تفریحی است که در شمال پارک سنت پیتر در ماکارسکا قرار دارد نام‌گذاری این پلاژ به نام سنت‌پیتر به خاطر وجود کلیسای تاریخی سنت پیتر است که در نزدیکی این پلاژ قرار دارد. علاوه کلیسای سنت پیتر فانوس دریایی سنت پیتر از دیگر جاذبه‌های دیدنی این منطقه هست.